# 투섬석

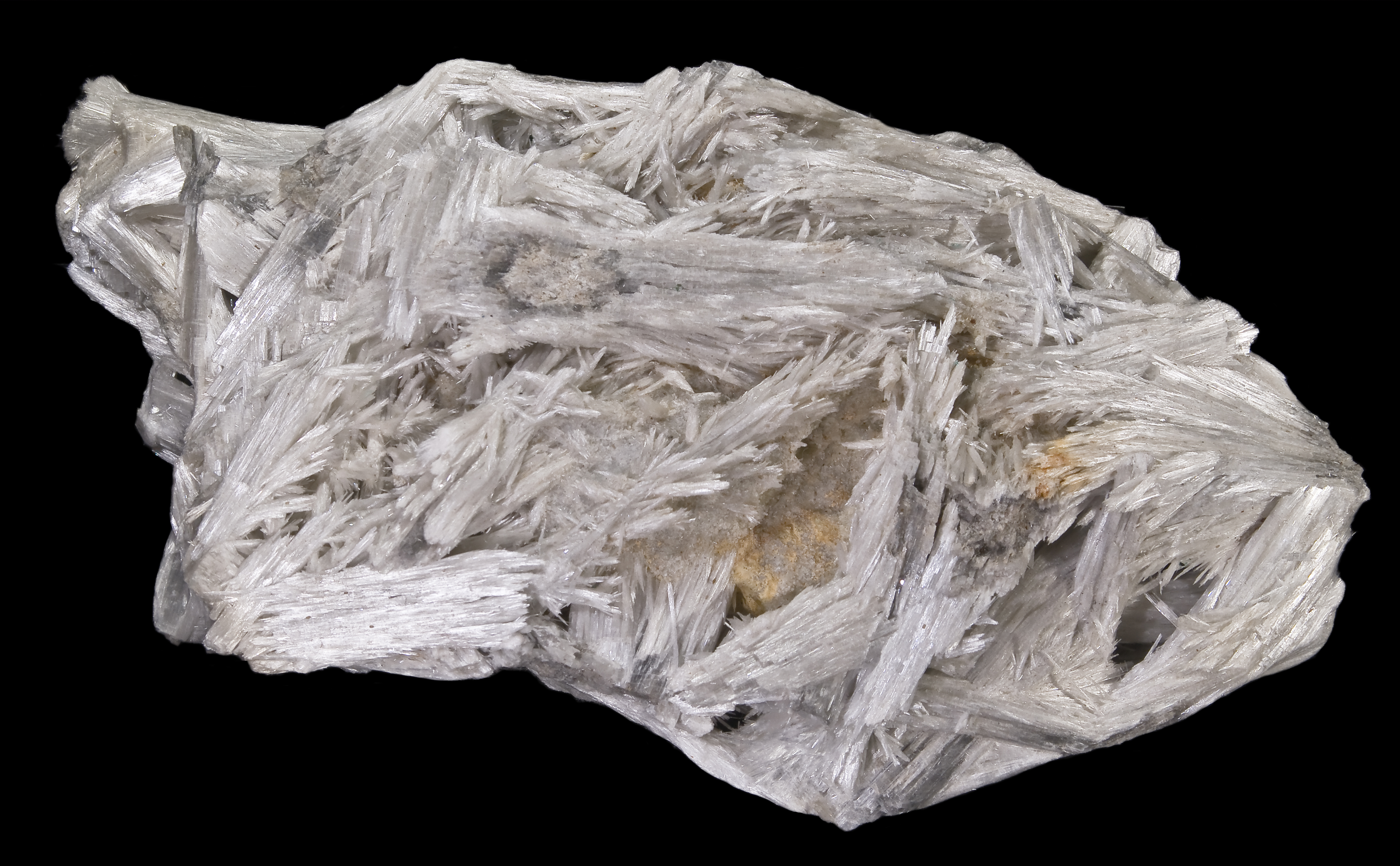
투섬석

투섬석(透閃石, Tremolite)은 각섬석에 속하는 규산염 광물의 일종으로, 화학 분자식은 Ca2(Mg5.0-4.5Fe2+0.0-0.5)Si8O22(OH)2이다. 백운암과 석영의 침전물이 변성 작용을 통해 생성된다.